# ماریون جی اسگود
ماریون جی اسگود (به انگلیسی: MarionO sgood)
(زاده حدود ۱۸۶۵۵ - بعد از۱۹۲۴۴) ویولونیست، آهنگساز و رهبر ارکستر آمریکایی بود. شرکت وی، ارکستر بانوان ماریون اسگود، اولین ارکستر بانوان بود.

## زندگی‌نامه

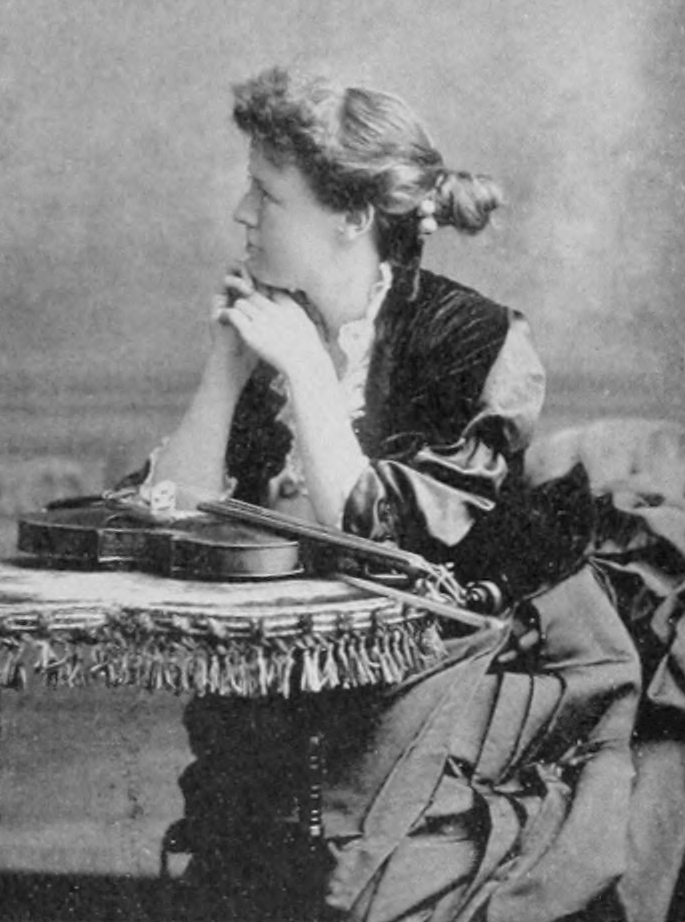
اسگود با ویولن

ماریون جی اسگود در چلسی، ماساچوست متولد شد. پدرش به عنوان معلم با لاول میسون همراه بود و مادرش، ماری آ. اسگود، نویسنده و آهنگساز موسیقی بود.  جورج ال. اوسگود، نوازنده بوستونی، پسر عموی او بود و برادرش پروفسور فلچر اسگود، متخصص حلق و بینی بود. وی زندگی موسیقایی خود را از کودکی و از یک خانواده موسیقی و دانشمند آغاز کرد. 
اوسگود به عنوان معلم ویولن در بوستون کار می‌کرد و یکی از برجسته‌ترین ویولون سازهای ایالات متحده بود.